# No-Frost-Technik
Die No-Frost-Technik ist ein technisches Verfahren, das die Reifbildung in Gefrierschränken und Gefrierfächern in Kühlschränken unterbindet, indem es die Luftfeuchtigkeit im Gefrierraum reduziert. Damit entfällt ein Abtauen des Gefrierraums. Diese Technik wurde 1955 von Bruce B. Latter für General Electric entwickelt.
Ein anfänglicher Nachteil dieser Technik war ein höherer Energieverbrauch. Dies relativiert sich jedoch, da eine Energieverschwendung durch Eisbildung und die Abtauvorgänge vermieden wird. Dieser Tatsache wird Rechnung getragen, indem bei No-Frost-Geräten bei gleicher Energieeffizienzklasse ein 20-prozentiger Mehrverbrauch erlaubt ist. Durch Effizienzsteigerung konnte der Mehrverbrauch durch die No-Frost-Technik bei aktuellen Geräten deutlich reduziert werden.
Bei No-Frost-Geräten liegen die Kühllamellen in einem abgetrennten Bereich. Während der Kühlphase bläst ein Ventilator die kalte Luft in den Gefrierraum. Die Geräte sind dabei so ausgelegt, dass Luft durch alle Fächer zirkuliert und als Kreislauf wieder in das Kühlteil eintritt. Da kalte Luft weniger Feuchtigkeit hält, schlägt sich diese als Reif vornehmlich an den Kühllamellen nieder. In festgelegten Zeitintervallen taut eine Heizung die Kühllamellen ab, und die Eisschicht tritt über eine Rinne als Wasser aus dem Gerät heraus und landet in einem Verdunstungsbehälter. Da der Ventilator in der Abtauphase nicht läuft, bleibt der Gefrierraum weiterhin gekühlt. Durch diese Technik wird nicht nur verhindert, dass die Kühlrippen vereisen, sondern es sinkt die Luftfeuchtigkeit im gesamten Gerät, und es bilden sich nahezu keine Eisschichten mehr.
Einige Hersteller setzen die No-Frost-Technik zusätzlich zum Gefrierfach auch im Kühlschrankteil ein. Bei diesen Total-No-Frost-Systemen wird die gleichmäßige Temperaturverteilung und reduzierte Reifbildung mit einer geringeren Luftfeuchtigkeit im Kühlteil erkauft als bei konventioneller Rückwandkühlung mit zusätzlichem Ventilator. Bei solchen Geräten sollten Lebensmittel verpackt gelagert werden, um ein frühzeitiges Austrocknen zu verhindern.